# Alcorisa
Alcorisa es un municipio y localidad española de la provincia de Teruel, en la comunidad autónoma de Aragón. El término municipal, atravesado por el río Guadalopillo, cuenta con una población de 3234 habitantes (INE 2024).

## Geografía
Integrado en la comarca de Bajo Aragón, se sitúa a 112 km de la capital provincial. El término municipal está atravesado por la carretera N-211, que comparte trazado con la N-420, además de por la carretera N-211A, que atraviesa el casco urbano; por la carretera autonómica A-223, que permite la comunicación con Andorra; por la carretera autonómica A-225, que se dirige a Mas de las Matas; y por la carretera local TE-8215, que se dirige a Berge. El municipio tiene una extensión de 121,20 km². El término municipal incluye la entidad de población de La Vega.[cita requerida]
El relieve del municipio está caracterizado por el pie de monte del sistema Ibérico, escalón hacia las tierras altas del centro y sur de la provincia de Teruel. Destacan la sierra de Cantera Saso al noreste, con la Peña Águila (833 m s. n. m.), y la sierra de los Caballos al sureste, con el cerro de la Carrasca (885 m s. n. m.) en el límite con Castellote. El río Guadalopillo discurre encajonado en la plataforma calcárea en su camino hacia el Guadalope, recibiendo las aguas del río Alchoza. La altitud oscila entre los 896 m s. n. m. en el límite con Berge y los 540 m s. n. m. a orillas del río Guadalopillo. La localidad se alza a 632 m sobre el nivel del mar. 
| Noroeste: Los Olmos y Andorra | Norte: Andorra y Alcañiz | Noreste: Calanda                       |
| Oeste: Los Olmos              |                          | Este: Foz-Calanda y Mas de las Matas   |
| Suroeste: Los Olmos           | Sur: Berge               | Sureste: Mas de las Matas y Castellote |

,

### Vegetación
El olivo es el árbol emblemático de la zona. Los nuevos cultivos han borrado casi en su totalidad las antiguas viñas y los almendros han sustituido parcialmente a los olivares. En la zona de vega, los cultivos de huerta se mezclan con choperas. En los altos pueden encontrarse pequeños bosques de pinos mediterráneos. También hay enebros y restos de viejos encinares, junto con diversos arbustos y plantas aromáticas.

## Historia
El poblamiento conocido más antiguo en esta localidad se remonta hasta el Neolítico final o Eneolítico, habiéndose encontrado algunos talleres de sílex como los de Estancos y Cabezo de la Vega. No obstante, el poblamiento más abundante tuvo lugar en época ibérica —cuando esta región estaba habitada por los sedetanos— como lo demuestran el gran número de emplazamientos, destacando entre todos ellos el del Cabezo de La Guardia. De la época romana también hay importantes yacimientos, como el existente al pie del mismo Cabezo de La Guardia.
Durante el dominio musulmán, Alcorisa formó parte de la Marca Superior Musulmana, con centro en Zaragoza. Originalmente el municipio recibió el nombre de Alkol, del árabe Al-Kura, en referencia a «las alquerías». No está tan claro el origen de su actual topónimo, Alcorisa, aunque parece derivar de «alcor», en alusión a los numerosos cerros de la zona. Tras la reconquista, la localidad formó parte de una donación que hizo Alfonso II a la Orden de Calatrava (1179) y estaba incluida, en 1263, en el distrito de Alcañiz. 
En la Edad Moderna dos fechas marcan la historia de Alcorisa: el 14 de marzo de 1601, cuando Felipe III concede a la aldea de Alcorisa el título de «Villa Real», y el 23 de mayo de 1738, al otorgarle Felipe V el título de «Fiel y Muy Ilustre», junto con la flor de lis, símbolo que ocupa uno de los cuarteles de su actual escudo. Esta última concesión premió la adhesión de Alcorisa a la causa borbónica durante la Guerra de Sucesión. Dicho apoyo estuvo dirigido por Pedro Cebrián Ballester, conocido como «El reyecico de Aragón», que organizó fuerzas populares para la lucha a favor de Felipe V.
El siglo XVIII trajo consigo una etapa de prosperidad para la villa, como atestigua una importante actividad alfarera y un aumento de la población. No obstante, las guerras carlistas produjeron grandes estragos en la localidad. En mayo de 1834, partidarios de Carlos María Isidro de Borbón al mando de Quílez no pudieron penetrar en Alcorisa sino a costa de un considerable número de bajas; atacada nuevamente el 29 de junio de 1836, la población opuso tan tenaz resistencia, que no consiguieron rendirla, pero habiéndola incendiado, más de 300 casas fueron quemadas, y muchas entregadas al robo y al pillaje. Años más tarde, Pascual Madoz, en su Diccionario geográfico-estadístico-histórico de España de 1845, describe a Alcorisa

en un llano al pie de dos enormes masas de piedra de almendrilla... Cuenta 400 casas de mediana elevación y poco gusto en su arquitectura, de las cuales están arruinadas por efecto de la guerra civil cerca de 120... No obstante lo dicho, forman una vistosa población.

Durante la guerra civil española, los alcorisanos sufrieron el efecto de dos represiones: mientras que al inicio de la guerra, milicias antifascistas libertarias se cobraron la vida de 78 personas tenidas como afectas al bando sublevado, la posterior ocupación franquista de la población (17 de marzo de 1938) conllevó una represión de signo opuesto encabezada por el jefe de la Falange local.
A lo largo del siglo XX, Alcorisa se convirtió en un punto de comunicación que enlaza el Bajo Aragón con el sur de la provincia de Teruel. Las posibilidades económicas derivadas de la minería en la comarca, convirtieron al municipio en un centro de servicios, lo que propició la transformación sustancial de la economía e impulsó el incremento demográfico.

## Demografía
Alcorisa cuenta con una población de 3234 habitantes (INE 2024).
| Gráfica de evolución demográfica de Alcorisa entre 1842 y 2021                                                      |
| |
| Población de derecho según los censos de población del INE Población de hecho según los censos de población del INE |

El censo de España de 1857 registra una población de 2556 habitantes para Alcorisa. Perteneciente en esa época al partido judicial de Castellote, era la localidad más poblada del mismo. En 2014 la población de la villa ascendía a 3433 habitantes, y en 2020 contaba con 3298 habitantes (INE).

## Administración y política
| Periodo   | Alcalde                     | Partido   | Partido |
| --------- | --------------------------- | --------- | ------- |
| 1979-1983 | Santiago Garcés Baquero     | UCD       |         |
| 1983-1987 | José Ángel Azuara Carod     | AP-PDP-UL |         |
| 1987-1991 | José Ángel Azuara Carod     | AP        |         |
| 1991-1995 | José Ángel Azuara Carod     | PP        |         |
| 1995-1999 | José Ángel Azuara Carod     | PP        |         |
| 1999-2003 | José Ángel Azuara Carod     | PP        |         |
| 2003-2007 | Ricardo Sesé                | PSOE      |         |
| 2007-2011 | José Antonio Burriel Alloza | PP        |         |
| 2011-2015 | Julia Vicente Lapuente      | PSOE      |         |
| 2015-2019 | Julia Vicente Lapuente      | PSOE      |         |
| 2019-2023 | Miguel Iranzo Hernández     | PP        |         |
| 2023-     | Miguel Iranzo Hernández     | PP        |         |

| Partido político    | Partido político                                                    | 1979   | 1983   | 1987   | 1991   | 1995   | 1999   | 2003   | 2007   | 2011   | 2015   | 2019   | 2023   |
| Partido político    | Partido político                                                    | Ediles | Ediles | Ediles | Ediles | Ediles | Ediles | Ediles | Ediles | Ediles | Ediles | Ediles | Ediles |
|                     | Partido Popular de Aragón (PP)                                      | 1      | 7      | 8      | 6      | 6      | 6      | 4      | 5      | 3      | 4      | 5      | 6      |
|                     | Partido de los Socialistas de Aragón (PSOE-Aragón)                  | 4      | 4      | 3      | 4      | 3      | 4      | 5      | 3      | 5      | 5      | 4      | 2      |
|                     | Teruel Existe (TE)                                                  | —      | —      | —      | —      | —      | —      | —      | —      | —      | —      | —      | 2      |
|                     | Ganar Alcorisa-Izquierda Unida (IU)                                 | —      | —      | —      | —      | 1      | 0      | 0      | 1      | 0      | 1      | 1      | 1      |
|                     | Partido Aragonés (PAR)                                              | —      | —      | —      | 1      | 1      | 1      | 1      | 1      | 2      | 1      | 1      | 0      |
|                     | Chunta Aragonesista (CHA)                                           | —      | —      | —      | —      | —      | 0      | 1      | 1      | 1      | 0      | 0      | 0      |
|                     | Podemos-Equo                                                        | —      | —      | —      | —      | —      | —      | —      | —      | —      | —      | 0      | —      |
|                     | Ciudadanos (CS)                                                     | —      | —      | —      | —      | —      | —      | —      | —      | —      | —      | 0      | —      |
|                     | Compromiso con Aragón (CCA)                                         | —      | —      | —      | —      | —      | —      | —      | —      | 0      | —      | —      | —      |
|                     | Vox                                                                 | —      | —      | —      | —      | —      | —      | —      | —      | —      | —      | —      | 0      |
|                     | Unión de Centro Democrático (UCD)-Centro Democrático y Social (CDS) | 6      | 0      | 0      | —      | —      | —      | —      | —      | —      | —      | —      | —      |
| Total de concejales | Total de concejales                                                 | 11     | 11     | 11     | 11     | 11     | 11     | 11     | 11     | 11     | 11     | 11     | 11     |

## Cultura
El centro de visitantes de la Ruta de los Iberos es un espacio museístico dedicado a la cultura ibera en donde se ha recreado un horno ibérico a tamaño natural con piezas cerámicas en su interior preparadas para su cocción.
Asimismo se expone una reproducción exacta del conocido kalathos (pieza de cerámica) de La Guardia.

### Patrimonio

#### Arqueológico
También se puede visitar el yacimiento de Cabezo de la Guardia, emplazado sobre un pequeño cerro cercano a la confluencia de los ríos Alchoza y Guadalopillo.
Los restos descubiertos corresponden a viviendas y espacios de planta rectangular, así como a un gran torreón de planta circular; también se conservan vestigios de un posible recinto defensivo. Asimismo, en los campos de labor de su base se excavaron parte de unas termas romanas. Los restos de la época ibérica datan de los siglos V-VI a. C. y el siglo I d. C.; los restos de la ocupación romana en la base del cerro se han fechado en el siglo III d. C.

#### Histórico

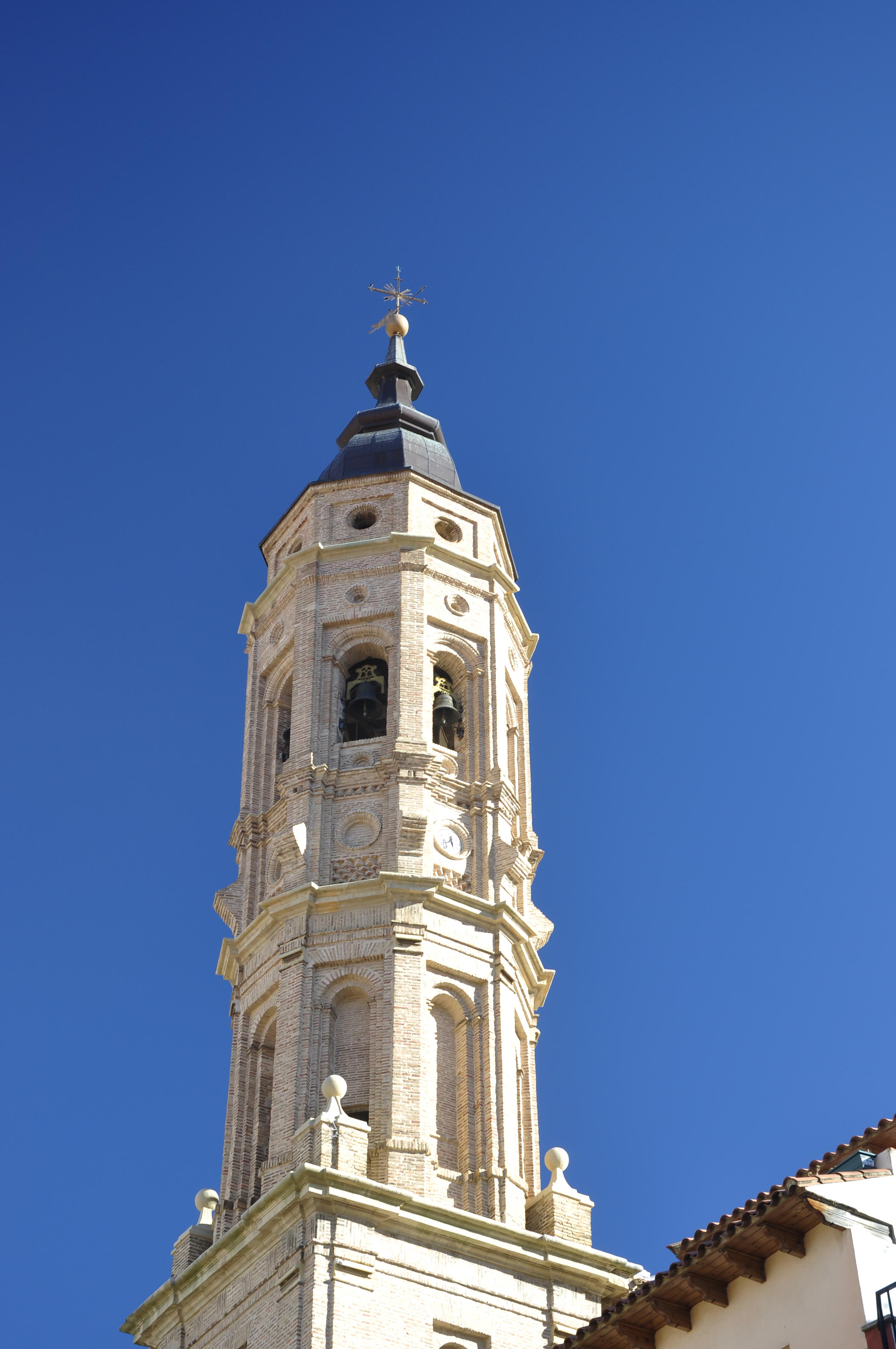
Torre de la iglesia parroquial de Alcorisa

La iglesia parroquial de Alcorisa, dedicada a la Virgen de la Asunción, fue construida en varias fases, comenzando a edificarse a finales del siglo XIV.
Pero su actual fábrica es obra, fundamentalmente, de la ampliación que se inició en 1688. Es un edificio de tres naves con capillas laterales y cabecera recta. El presbiterio, configurado como prolongación de la nave central, está cubierto con bóveda estrellada.
Al exterior, la portada se sitúa a los pies del templo; es barroca y probablemente es obra de canteros franceses. Por desgracia, el retablo original, obra del afamado escultor Damián Forment, fue destruido y quemado en los tumultos de la Guerra Civil, al igual que el resto de iglesias y ermitas. Sobresale la monumentalidad de su torre campanario —del siglo XVIII—, de reminiscencias mudéjares. El conjunto fue declarado Bien de Interés Cultural en 2002.
La iglesia de San Sebastián es un templo del siglo XVIII, de limpia y austera fachada. Actualmente acoge el centro de interpretación de la Semana Santa, el Museo de la escuela rural y el Centro de visitantes de la Ruta de los Iberos —véase más abajo—. Otra iglesia, la de San Pascual, perteneciente a un antiguo convento de alcantarinos y posterior seminario, data también de la misma época, estando inspirada en la iglesia del Santo de Villarreal (Castellón).
Alcorisa posee numerosas ermitas, como las de San Juan y San Bernabé. Estrecha relación con la Semana Santa tiene la ermita del Calvario, templo del siglo XVII que se alza en la cota más alta del municipio. De arquitectura barroca, consta de una sola nave con dos capillas laterales; la fachada, el zócalo y las esquinas del edificio son de cantería, mientras que el resto es de ladrillo. Además, el entorno posee un gran interés paisajístico.
En cuanto a arquitectura civil, como conjunto arquitectónico destaca la plaza porticada del Ayuntamiento, aunque de éste solamente se conserva la portada. A la izquierda de la casa consistorial se encuentra la casa de los Daudén, con el escudo más antiguo de la población.
La calle Mayor cruza parte del casco antiguo y en ella se sitúa la Casa-palacio del Barón de la Linde, edificio de estilo popular aragonés, con arquerías en la parte superior y fábrica de mampostería y ladrillo.
Alcorisa cuenta también con una particular plaza de toros, construida entre colinas.

#### Natural
En las cercanías de Alcorisa se encuentra el pantano de Gallipuén, encajonado entre barrancos y cañones, y desde donde se pueden apreciar interesantes vistas. Concluido en 1927, fue construido para el riego. No obstante, en él es posible bañarse, pescar o realizar deportes acuáticos.

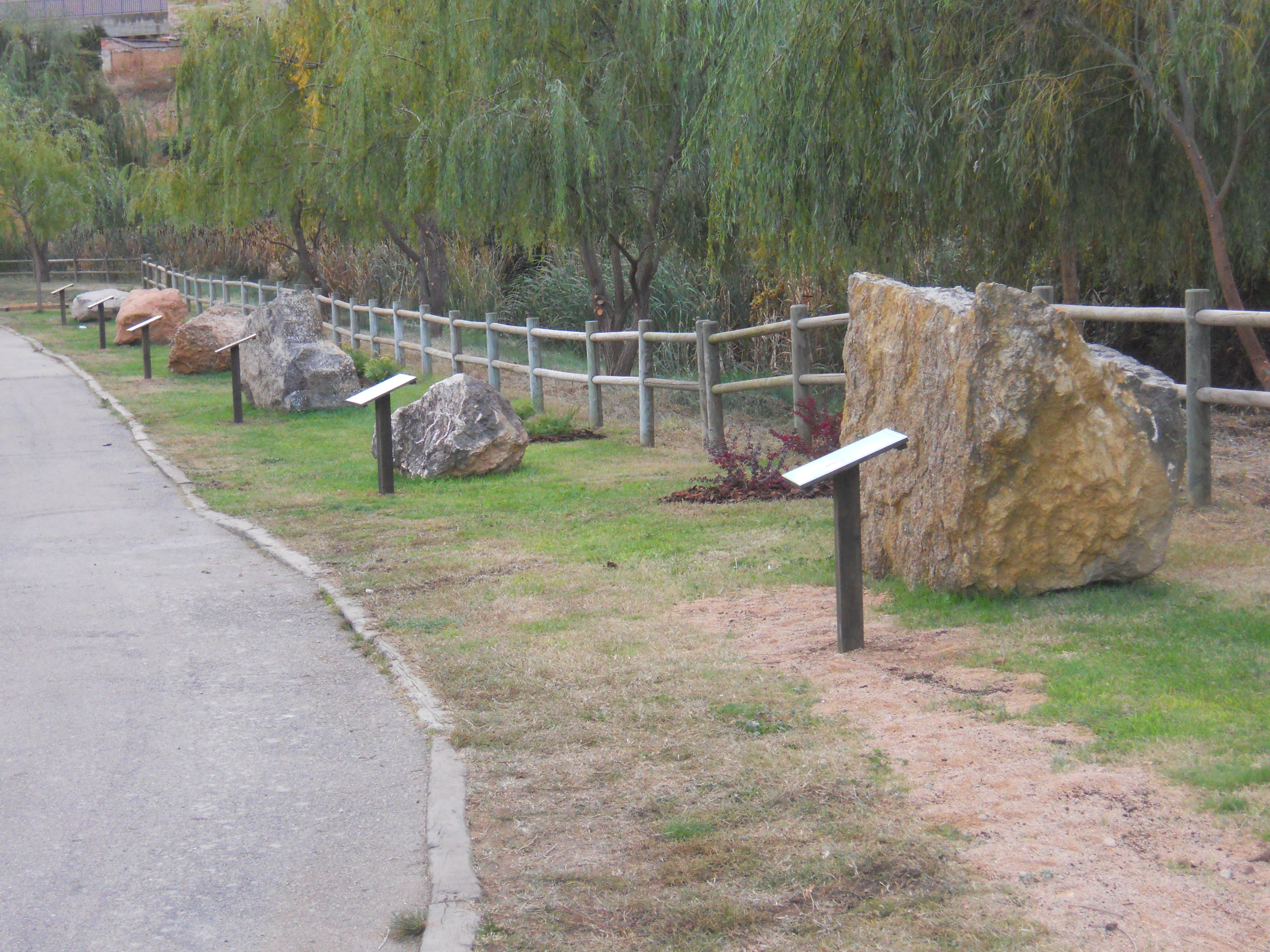
Jardín de rocas «Geólogo Juan Paricio»: muestras representativas de rocas y fósiles de la geología regional.

En la misma localidad se encuentra el jardín de rocas autóctonas «Geólogo Juan Paricio». Una muestra al aire libre de la geología de la zona, a través de una selección de rocas y fósiles realizada por el geólogo Luis Moliner Oliveros, con la colaboración del ayuntamiento y el geoparque del Maestrazgo. Pueden verse catorce rocas distintas, de origen marino o continental, algunas con fósiles, que representan la historia geológica de la región desde hace 210 millones de años, y los correspondientes paneles explicativos.
Muy próximo al núcleo urbano puede observarse una discordancia progresiva (sintectónica) desde el denominado «Mirador de la Discordancia», un tipo de estructura geológica de la que hay pocos puntos de observación adecuados.

### Fiestas
- Semana Cultural. Se desarrolla unos días antes del 20 de enero, festividad de San Sebastián, patrón de la localidad.
- Santa Cecilia. El 22 de noviembre se celebra el día de Santa Cecilia, patrona de la localidad. Tradicionalmente se celebra un concierto en su honor por ser patrona de la música llevado a cabo por la banda municipal de la localidad.

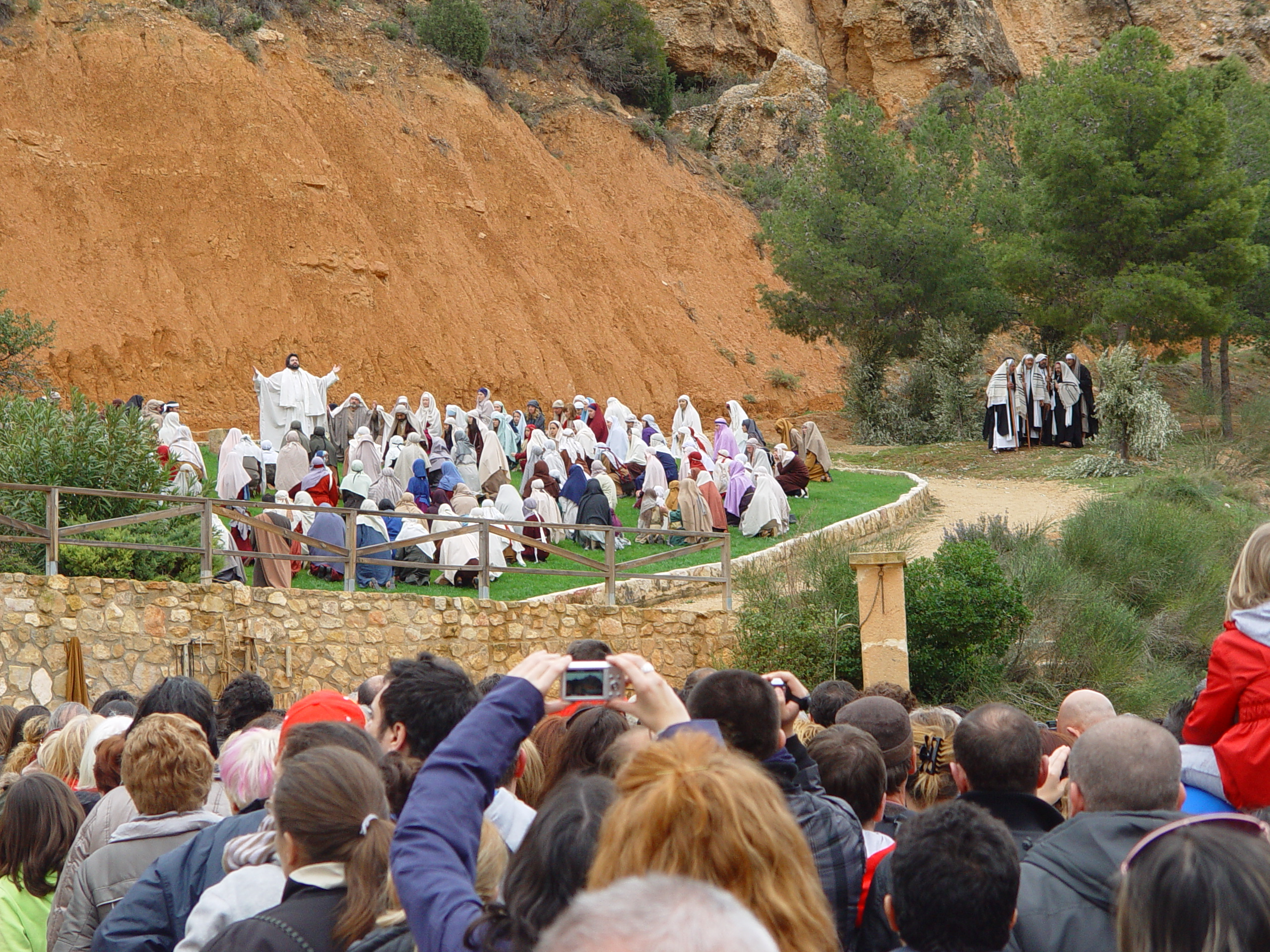
Drama de la Cruz, Monte Calvario, Alcorisa. Parte de la ruta del tambor y el bombo.

- Drama de la Cruz, Monte Calvario, Alcorisa. Parte de la ruta del tambor y el bombo.Semana Santa. Alcorisa es uno de los nueve pueblos que forman parte de la Ruta del Tambor y el Bombo. De especial interés es la rompida de la hora en la medianoche del Jueves al Viernes Santo.
- San Jorge, el 23 de abril.
- Fiestas de Primavera, el 1 de mayo.
- Festividad de San Pascual Baylón. Tiene lugar el 17 de mayo en la iglesia de San Pascual, con procesión, oración al santo y chocolatada como fin de la fiesta.
- Fiestas Mayores en honor de la Exaltación de la Santa Cruz y de Nuestro Señor del Sepulcro Glorioso. Se celebran entre el 12 y el 16 de septiembre; el día 15 por la mañana, sube al Monte Calvario una comitiva encabezada por los estandartes de las calles y las autoridades, acompañadas de las majas, la banda municipal y la comparsa de gigantes, al son de dulzaina y tamboril.[22]
- Semana Deportiva. Finales de septiembre y principios de octubre.
- Fiesta de la Villa, tiene lugar entre últimos de octubre y principios de noviembre. Es bianual y se celebra en años impares. Conmemora el 9 de noviembre de 1605, fecha en la que se concedió a Alcorisa el título de «Fiel y Muy Ilustre Villa».

### Gastronomía
Entre los platos típicos de Alcorisa están las judías con chorizo y morro, magras con tomate, conejo, ternasco, los diversos embutidos del cerdo o el típico «fulladre» (bollo con tomate y pimiento).
De las pastas destacan los «misterios» y las «tortas de alma», rellenas de cabello de ángel.
Entre los dulces cabe citar la «cazuela de Reyes» (guirlache en forma de olla rellena de bizcocho borracho y merengue), así como las «piedrecicas del Calvario» (guirlache con almendras enteras forradas de chocolate con leche).